# Station Kyobate
Station Kyōbate (京終駅, Kyōbate-eki) is een spoorwegstation in de Japanse stad Nara. Het wordt aangedaan door de Sakurai-lijn (Manyō-Mahoroba-lijn). Het station heeft twee sporen, gelegen aan twee zijperrons.

## Treindienst

### JR West
| Stationszijde | ■ Sakurai-lijn | richting Tenri en Sakurai |
| Overzijde     | ■ Sakurai-lijn | richting Nara             |

## Geschiedenis
Het station werd in 1898 geopend.

## Stationsomgeving
- Hoofdkantoor van Kuretake
- Æon Town Daianji (winkelcentrum):
  - Mister Donut
  - Kentucky Fried Chicken
- Nachimachi (oud gedeelte van de stad daterend uit de Edoperiode)
- Okatani-ziekenhuis
- McDonald's
- Circle-K
- FamilyMart

Nara · Kyōbate · Obitoke · Ichinomoto · Tenri · Nagara · Yanagimoto · Makimuku · Miwa · Sakurai · Kaguyama · Unebi · Kanahashi · Takada